# ゲオルク・フリードリヒ2世 (ブランデンブルク＝アンスバッハ辺境伯)
ゲオルク・フリードリヒ2世・フォン・ブランデンブルク＝アンスバッハ（Georg Friedrich von Brandenburg-Ansbach der Jüngere（後代のゲオルク･フリードリヒ）、1678年5月3日 - 1703年3月29日）は、フランケン地方アンスバッハ侯領の辺境伯。ブランデンブルク＝アンスバッハ辺境伯ヨハン・フリードリヒと、最初の妻ヨハンナ・エリーザベト・フォン・バーデン＝ドゥルラハの3男。クリスティアン・アルブレヒトの弟、ヴィルヘルム・フリードリヒの兄。

## 生涯
兄クリスティアン・アルブレヒトが1692年に亡くなった後、遺領を継承した。この当時、ゲオルク・フリードリヒは未成年であり、初めは摂政の後見下でアンスバッハ侯領を統治した。プファルツ継承戦争では、1695年から1697年に神聖ローマ帝国軍に志願して参戦している。また、スペイン継承戦争では、1702年にモデナのベルゼロ城砦を占領する活躍をした。1703年には皇帝軍の将軍になったが、フィルス川の渡渉点を巡るシュミットミューレンの戦いで致命傷を負い、間もなく死去した。後継者がなかったため、異母弟のヴィルヘルム・フリードリヒが遺領を継承した。